# Raeburn Place
Pour les articles homonymes, voir Raeburn.
Le stade Raeburn Place est une enceinte sportive localisée à Édimbourg. Initialement dédiée au cricket, elle voit l'équipe d'Écosse de rugby à XV remporter le premier test match de l'histoire contre l'équipe d'Angleterre le 27 mars 1871. L'Angleterre prend sa revanche au Kennington Oval de Londres l'année suivante.
L'éponyme de Raeburn Place est le portraitiste écossais Henry Raeburn (1756-1823).
Le terrain de cricket et de rugby est créé en 1854, par Robert Balfour (1818-1869) avec Kenneth Mackenzie (1812-1880) et Thomas Cleghorn,.
Le 26 décembre 1856, l'Edinburgh Academical FC, résidant à Raeburn Place, y accueille l'Edinburgh University RFC pour le début d'une partie considérée comme la première rencontre entre clubs de rugby à s'être déroulée en Écosse. Le 27 mars 1871, Raeburn Place accueille la première rencontre internationale de rugby,. Le 10 mars 1879, Raeburn Place accueille la première Calcutta Cup, plus ancien trophée international de rugby à XV,. Raeburn Place accueille les rencontres à domicile du XV d'Écosse jusqu'en 1895. Le 14 février 1993, les équipes d'Écosse et d'Irlande féminines de rugby à XV y disputent leur première rencontre internationale. L'année suivante, Édimbourg est la ville hôte de la deuxième Coupe du monde féminine de rugby à XV ; du 10 au 24 avril, Raeburn Place accueille six rencontres dont la finale,. 
Les terrains de jeu sont encore utilisés par les clubs de football et de cricket de l'Edinburgh Academical Football Club.

## Rencontres internationales
| Date            | Compétition               | Équipe 1 | Équipe 2       | Score  | Affluence | Source |
| --------------- | ------------------------- | -------- | -------------- | ------ | --------- | ------ |
| 27 mars 1871    | Test match                | Écosse   | Angleterre     | 1 – 0  | 4 000     |        |
| 8 mars 1875     | Test match                | Écosse   | Angleterre     | 0 – 0  |           |        |
| 5 mars 1877     | Test match                | Écosse   | Angleterre     | 1 – 0  |           |        |
| 10 mars 1879    | Test match (Calcutta Cup) | Écosse   | Angleterre     | 1 – 1  |           |        |
| 19 mars 1881    | Test match (Calcutta Cup) | Écosse   | Angleterre     | 1 – 1  |           |        |
| 8 janvier 1883  | Tournoi britannique       | Écosse   | Pays de Galles | 3 – 1  | 4 000     |        |
| 3 mars 1883     | Tournoi britannique       | Écosse   | Angleterre     | 0 – 0  |           |        |
| 16 février 1884 | Tournoi britannique       | Écosse   | Irlande        | 2 – 0  |           |        |
| 7 mars 1885     | Tournoi britannique       | Écosse   | Irlande        | 1 – 0  |           |        |
| 20 février 1886 | Tournoi britannique       | Écosse   | Irlande        | 4 – 0  |           |        |
| 13 mars 1886    | Tournoi britannique       | Écosse   | Angleterre     | 0 – 0  |           |        |
| 26 février 1887 | Tournoi britannique       | Écosse   | Pays de Galles | 4 – 0  |           |        |
| 10 mars 1888    | Tournoi britannique       | Écosse   | Irlande        | 1 – 0  |           |        |
| 2 février 1889  | Tournoi britannique       | Écosse   | Pays de Galles | 0 – 0  |           |        |
| 22 février 1890 | Tournoi britannique       | Écosse   | Irlande        | 1 – 0  |           |        |
| 1er mars 1890   | Tournoi britannique       | Écosse   | Angleterre     | 0 – 6  |           |        |
| 7 février 1891  | Tournoi britannique       | Écosse   | Pays de Galles | 15 – 0 |           |        |
| 20 février 1892 | Tournoi britannique       | Écosse   | Irlande        | 2 – 0  |           |        |
| 5 mars 1892     | Tournoi britannique       | Écosse   | Angleterre     | 0 – 5  |           |        |
| 4 février 1893  | Tournoi britannique       | Écosse   | Pays de Galles | 0 – 9  |           |        |
| 17 mars 1894    | Tournoi britannique       | Écosse   | Angleterre     | 6 – 0  |           |        |
| 26 janvier 1895 | Tournoi britannique       | Écosse   | Pays de Galles | 5 – 4  |           |        |
| 2 mars 1895     | Tournoi britannique       | Écosse   | Irlande        | 6 – 0  |           |        |